# Битка код Чатануге
Битка код Чатануге вођена је од 24. до 25. новембра 1863. године током Америчког грађанског рата.

## Битка
Абрахам Линколн је непосредно након Прве битке код Чатануге појачао снаге генерала Вилијама Роузкренса са два корпуса (око 20.000 људи) под генералом Џозефом Хукером, а средином октобра све три западне армије ставио под команду генерала Јулисиза Гранта. Генерал Томас Џорџ је заменио Роузкренса. Пошто је груписао све своје снаге (око 60.000 људи), Грант је напао 24. новембра ослабљеног генерала Југа, Бракстона Брага (око 40.000 људи) на положајима јужно од Чатануге. Хукер је заузео положај на планини Лукаут, а армија генерала Шермана прелази Тенеси и осваја северни део Мисионарског гребена. Отпор трупа Југа спречио је даље Шерманово напредовање. Грант 25. новембра упућује Томаса у фронтални напад. Трупе Југа присиљене су на повлачење. Након ове победе, цео Тенеси пао је у руке Севера што је омогућило њихов продор у Јужну Каролину.